# Libby Trickett
Lisbeth Constance (Libby) Trickett (geboren als Lenton), (Townsville (Queensland), 28 januari 1985) is een voormalige Australische zwemster die haar vaderland vertegenwoordigde op de Olympische Zomerspelen 2004 in Athene, op de Olympische Zomerspelen 2008 in Peking en op de Olympische Zomerspelen 2012 in Londen.

## Carrière
Bij haar internationale debuut, op de wereldkampioenschappen zwemmen 2003 in Barcelona, veroverde Lenton de bronzen medaille op de 50 meter vrije slag en eindigde ze als vijfde op de 100 meter vrije slag, op de 50 meter vlinderslag strandde ze in de halve finales en op de 100 meter vlinderslag in de series. Samen met Elka Graham, Jodie Henry en Alice Mills sleepte ze de bronzen medaille in de wacht op de 4x100 meter vrije slag.
In het voorjaar van 2004 verbeterde de Australische het wereldrecord van Inge de Bruijn op de 100 meter vrije slag verbeterde tot 53,66. Tijdens de Olympische Zomerspelen van 2004 in Athene legde Lenton beslag op de bronzen medaille op de 50 meter vrije slag, op de 100 meter vrije slag werd ze uitgeschakeld in de halve finales. Op de 4x100 meter vrije slag veroverde ze samen met Alice Mills, Petria Thomas en Jodie Henry olympisch goud. In Indianapolis nam de Australische deel aan de wereldkampioenschappen kortebaanzwemmen 2004, Op dit toernooi sleepte ze de wereldtitel in de wacht op de 100 meter vrije slag. Daarnaast legde ze beslag op de zilveren medaille op de 50 meter vrije slag en de bronzen medaille op de 50 meter vlinderslag, op de 100 meter vrije slag eindigde ze op de vierde plaats. Op de 4x100 meter wisselslag veroverde ze samen met Sophie Edington, Brooke Hanson en Jessicah Schipper de wereldtitel, samen met Danni Miatke, Louise Tomlinson en Shayne Reese sleepte ze de zilveren medaille op de 4x200 meter vrije slag en de bronzen medaille op de 4x100 meter vrije slag in de wacht.

### 2005-2008
Op de wereldkampioenschappen zwemmen 2005 in Montreal veroverde Trickett de wereldtitel op de 50 meter vrije slag en de zilveren medaille op de 100 meter vlinderslag. Samen met Jodie Henry, Alice Mills en Shayne Reese sleepte ze de wereldtitel in de wacht op de 4x100 meter vrije slag, op de 4x100 meter wisselslag legde ze samen met Sophie Edington, Leisel Jones en Jessicah Schipper beslag op de wereldtitel. Samen met Shayne Reese, Bronte Barratt en Linda Mackenzie veroverde ze de zilveren medaille op de 4x200 meter vrije slag. Op 8 augustus 2005, tijdens de Australische kampioenschappen kortebaanzwemmen 2005 in Melbourne, scherpte Lenton het wereldrecord op de 100 meter vrije slag (25 meter) aan tot 51,91. Daarmee was ze 0,26 seconden sneller dan de toptijd (52,17), die Therese Alshammar uit Zweden vijf jaar geleden op de klokken zette. Een dag later in de finale bleek Lenton opnieuw sneller: 51,70.
Tijdens de kwalificatiewedstrijden op 31 januari 2006 voor de Gemenebestspelen 2006 verbeterde Lenton het wereldrecord 100 meter vrije slag op de langebaan tot 53,42 seconden. Daarmee was ze 0,10 seconden sneller dan het oude wereldrecord dat op naam stond van landgenote Jodie Henry. Tijdens de Gemenebestspelen in Melbourne veroverde de Australische de gouden medaille op de 50 en de 100 meter vrije slag en de zilveren medaille op de 200 meter vrije slag en de 100 meter vlinderslag, samen met Jodie Henry, Alice Mills en Shayne Reese sleepte ze de gouden medaille in de wacht op de 4x100 meter vrije slag. Op de 4x200 meter vrije slag legde ze samen met Bronte Barratt, Kelly Stubbins en Linda Mackenzie beslag op de gouden medaille, samen met Sophie Edington, Leisel Jones en Jessicah Schipper zwom ze naar het goud op de 4x100 meter wisselslag. In Shanghai nam Lenton deel aan de wereldkampioenschappen kortebaanzwemmen 2006, op dit toernooi veroverde ze de wereldtitels op de 50 en de 100 meter vrije slag en de 100 meter vlinderslag. Samen met Bronte Barratt, Jessicah Schipper en Shayne Reese sleepte ze de wereldtitel in de wacht op de 4x200 meter vrije slag, op de 4x100 meter wisselslag legde ze samen met Tayliah Zimmer, Jade Edmistone en Jessicah Schipper beslag op de gouden medaille en op de 4x100 meter vrije slag zwom ze samen met Shayne Reese, Sophie Edington en Danni Miatke naar het zilver.
Op de wereldkampioenschappen zwemmen 2007 in Melbourne veroverde Lenton de gouden medaille op zowel de 50 als de 100 meter vrije slag en de 100 meter vlinderslag, op de 50 meter vlinderslag strandde ze in de series. Samen met Melanie Schlanger, Shayne Reese en Jodie Henry sleepte ze de wereldtitel in de wacht op de 4x100 meter vrije slag, op de 4x100 meter wisselslag legde ze samen met Emily Seebohm, Leisel Jones en Jessicah Schipper beslag op de gouden medaille en op de 4x200 meter vrije slag eindigde ze samen met Jodie Henry, Lara Davenport en Stephanie Rice als vierde.
Op 27 maart 2008, tijdens de Australische kampioenschappen zwemmen 2008, verbeterde Trickett opnieuw het wereldrecord op de 100 meter vrije slag op de langebaan tot 52,88 seconden. Daarmee was ze 0,42 seconden sneller dan de oude wereldrecordtijd van Britta Steffen (53,30). Tijdens de Olympische Zomerspelen van 2008 in Peking veroverde de Australische olympisch goud op de 100 meter vlinderslag en olympisch zilver op de 100 meter vrije slag, op de 50 meter vrije slag eindigde ze op de vierde plaats. Samen met Emily Seebohm, Leisel Jones en Jessicah Schipper sleepte ze de gouden medaille in de wacht op de 4x100 meter wisselslag, op de 4x100 meter vrije slag legde ze samen met Cate Campbell, Alice Mills en Melanie Schlanger beslag op de bronzen medaille.

### 2009-heden
Op de wereldkampioenschappen zwemmen 2009 in Rome veroverde Trickett de bronzen medaille op de 100 meter vrije slag, op de 50 meter vrije slag eindigde ze als zesde en op de 50 meter vlinderslag werd ze uitgeschakeld in de series. Samen met Emily Seebohm, Sarah Katsoulis en Jessicah Schipper sleepte ze de zilveren medaille in de wacht op de 4x100 meter wisselslag, op de 4x100 meter vrije slag legde ze samen met Marieke Guehrer, Shayne Reese en Felicity Galvez beslag op de bronzen medaille. Op 14 december 2009 maakte Trickett bekend te stoppen met zwemmen. Negen maanden later kwam ze alweer terug op dat besluit met als doel deelname aan de Olympische Zomerspelen 2012 in Londen.
Op 20 maart 2012 kwalificeerde Trickett zich voor de Olympische Zomerspelen van 2012 in Londen als lid van de Australische estafetteploeg op de 4x100 meter vrije slag. In Londen zwom ze samen met Emily Seebohm, Brittany Elmslie en Yolane Kukla in de series, in de finale veroverde Elmslie samen met Alicia Coutts, Cate Campbell en Melanie Schlanger de gouden medaille. Voor haar aandeel in de series werd Trickett beloond met de gouden medaille.

## Internationale toernooien
| Jaar | Olympische Spelen                                                                              | WK langebaan | WK kortebaan | PanPacs       | Gemenebestspelen |
| ---- | ---------------------------------------------------------------------------------------------- | --- | --- | ------------- | --- |
| 2003 |                                                                                                | 50m vrije slag · 5e 100m vrije slag · 14e 50m vlinderslag · 19e 100m vlinderslag · 4x100m vrije slag                                     | |               | |
| 2004 | 50m vrije slag · 9e 100m vrije slag · 4x100m vrije slag                                        | | 50m vrije slag · 100m vrije slag · 50m vlinderslag · 4e 100m vlinderslag · 4x100m vrije slag · 4x200m vrije slag · 4x100m wisselslag |               | |
| 2005 |                                                                                                | 50m vrije slag · 100m vlinderslag · 4x100m vrije slag · 4x200m vrije slag · 4x100m wisselslag                                            | |               | |
| 2006 |                                                                                                | | 50m vrije slag · 100m vrije slag · 100m vlinderslag · 4x100m vrije slag · 4x200m vrije slag · 4x100m wisselslag                      | geen deelname | 50m vrije slag · 100m vrije slag · 200m vrije slag · 100m vlinderslag · 4x100m vrije slag · 4x200m vrije slag · 4x100m wisselslag |
| 2007 |                                                                                                | 50m vrije slag · 100m vrije slag · 18e 50m vlinderslag · 100m vlinderslag · 4x100m vrije slag · 4e 4x200m vrije slag · 4x100m wisselslag | |               | |
| 2008 | 4e 50m vrije slag · 100m vrije slag · 100m vlinderslag · 4x100m vrije slag · 4x100m wisselslag | | geen deelname |               | |
| 2009 |                                                                                                | 6e 50m vrije slag · 100m vrije slag · 17e 50m vlinderslag · 4x100m vrije slag · 4x100m wisselslag                                        | |               | |
| 2010 |                                                                                                | | geen deelname | geen deelname | geen deelname |
| 2011 |                                                                                                | geen deelname | |               | |
| 2012 | 4x100m vrije slag · Trickett zwom enkel de series                                              | | geen deelname |               | |

## Persoonlijke records
(Bijgewerkt tot en met 10 augustus 2009)

### Kortebaan
| Afstand          | Tijd    | Datum            | Plaats    |
| ---------------- | ------- | ---------------- | --------- |
| 50m vrije slag   | 23,77   | 1 september 2007 | Melbourne |
| 100m vrije slag  | 51,01   | 10 augustus 2009 | Hobart    |
| 200m vrije slag  | 1.53.29 | 19 november 2005 | Sydney    |
| 50m vlinderslag  | 25,56   | 3 november 2007  | Sydney    |
| 100m vlinderslag | 55,74   | 26 april 2008    | Canberra  |

### Langebaan
| Afstand          | Tijd    | Datum            | Plaats   |
| ---------------- | ------- | ---------------- | -------- |
| 50m vrije slag   | 23,96   | 29 maart 2008    | Sydney   |
| 100m vrije slag  | 52,62   | 26 juli 2009     | Rome     |
| 200m vrije slag  | 1.57,06 | 28 juli 2005     | Montreal |
| 50m vlinderslag  | 26,02   | 17 maart 2009    | Sydney   |
| 100m vlinderslag | 56,73   | 11 augustus 2008 | Peking   |